# Schweiz försvarsmakt
Schweiz försvarsmakt (Schweizer Armee) är ett värnpliktsförsvar som består av en armé och ett flygvapen och gemensamma stödorgan. Nästan alla insatsförband är mobiliseringsförband. Grundutbildningen för meniga är 18 eller 21 veckor med sex respektive sju repetitionsövningar om 19 dagar vardera vilket ger en sammanlagd utbildningstid av 260 dagar. Schweiz kan mobilisera åtta operativa brigader.

## Uppdrag[1]
- Bidra till att förhindra krig och bevara freden
- Försvara Schweiz och dess folk
- Delta i fredsbevarande internationella insatser
- Biträda de civila myndigheterna vid svåra hot mot den inre säkerheten eller vid katastrofer inom eller utom landet, såvitt de civila resurserna inte är tillräckliga.

## Organisation

### Chefen för försvarsmakten
Chefen för försvarsmakten (Chef der Armee) är chef för försvarsavdelningen (Gruppe Verteidigung) i departementet för försvar, befolkningsskydd och idrott (VBS). Under denne lyder högkvarteret med försvarsstaben och ledningsstaben, armén, flygvapnet, den högre befälsutbildningen, den logistiska basorganisationen och basorganisationen för ledningsstöd.

### Högkvarteret
Försvarsstaben (Armeestab) biträder chefen för försvarsmakten vid ledningen av försvarsmakten. Den ansvarar för omsättningen av de politiska besluten på militärstrategisk nivå.
Ledningsstaben (Führungsstab der Armee) ansvarar för planering och ledning av alla den schweiziska försvarsmaktens operationer inom och utom landet. Den ansvarar för försvarsmaktens beredskap och för den värnpliktiga personalen. 

### Armén

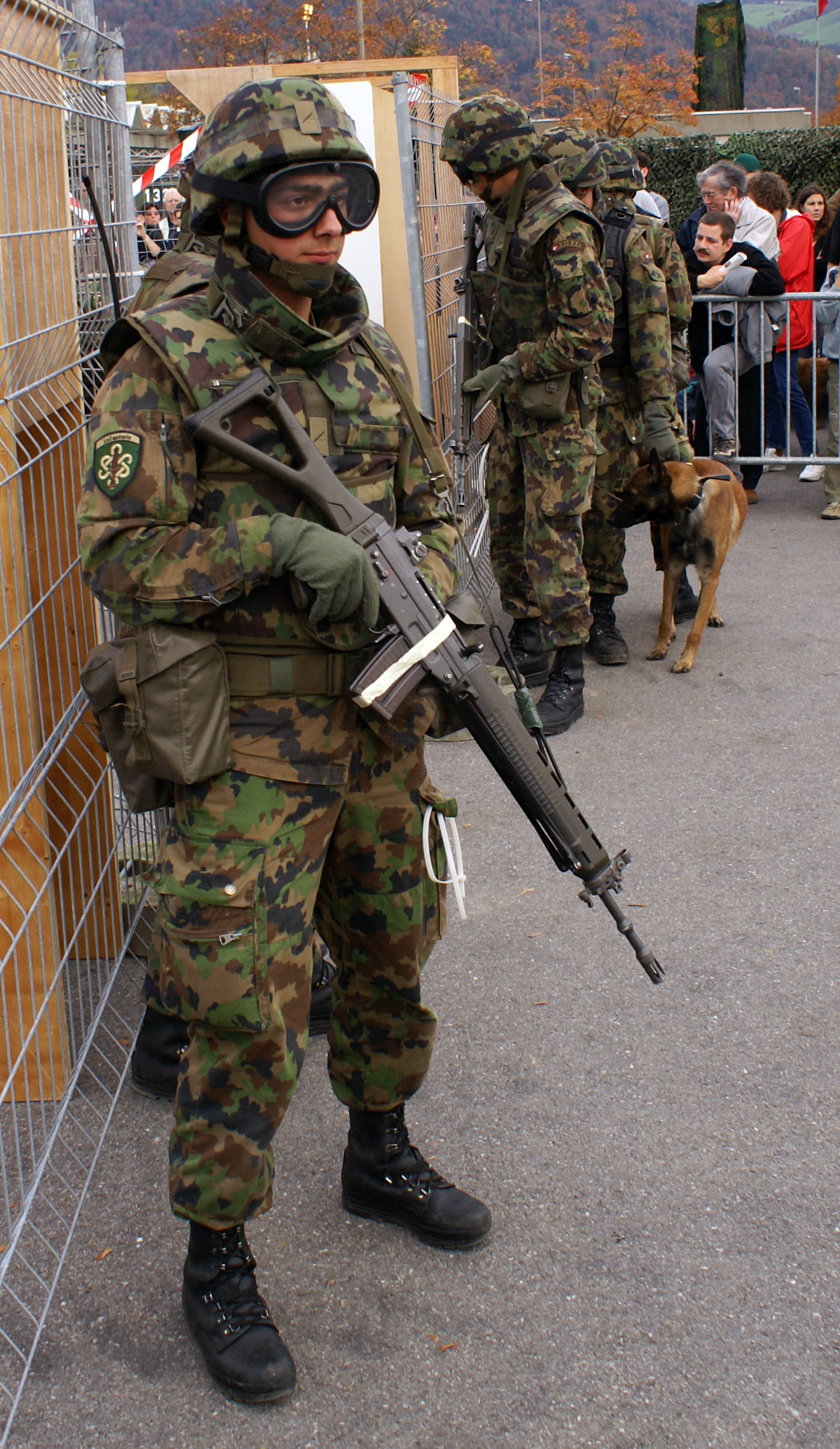
Uppvisning av strid i bebyggelse.

#### Uppdrag
Den schweiziska armén (Heer) lyder under chefen för armén (Kommandant Heer). Den ansvarar för underställda stabers och förbands grundberedskap och säkerställer beredskapsnivåer enligt ledningsstabens anvisningar; säkerställer stabers och förbands ledningsförmåga; planerar och leder de operationer den delegerats ansvaret för; säkerställer tillgången på värnpliktigt befäl enligt ledningsstabens anvisningar; säkerställer inom givna ekonomiska ramar den beslutade ökningen av den militära yrkespersonalen.

#### Territorialregioner
Schweiz fyra territorialregioner har till uppgift att vara försvarsmakten samarbetsorgan med gränsbevakningen, kantonerna, högskolorna och grannstaterna. Man skall också leda och genomföra operationer till stöd för de civila myndigheterna och förvalta försvarsmaktens fasta egendom i form av skjutfält, övningsfält, kaserner och fasta försvarsanläggningar.

### Flygvapnet
Det schweiziska flygvapnet (Schweizer Luftwaffe), under chefen för flygvapnet (Kommandant Luftwaffe), har följande uppgifter: flygspaning, flygtransporter inom och utom landet, bidra till att uppnå flygöverlägsenhet över de egna truppernas insatsområde, skydd av luftrummet, skydd av det egna datanätverket samt räddningstransporter.

### Högre befälsutbildningen
Den högre befälsutbildningen (HKA) är huvudansvarig för lednings- och stabsutbildning av försvarsmaktens värnpliktiga befäl från kompaninivå och högre, liksom för utbildning av försvarsmaktens yrkesofficerare och yrkesunderofficerare. Till HKA hör bland annat Militärhögskolan vid Eidgenössische Technische Hochschule i Zürich, som utbildar yrkesofficerare. 

### Logistiska basorganisationen
Den logistiska basorganisationen bildades 2004. Den har ansvaret för all logistiskt understöd för armén, flygvapnet och högkvarteret.

### Basorganisationen för ledningsstöd
Basorganisationen för ledningsstöd (FUB) ansvarar för områdena informations- och kommunikationsteknologi, ledningsinfrastruktur, ledningsmetoder, elektronisk krigföring, kryptologi och de schweiziska ambassadernas telekommunikationer. FUB verkar till stöd för försvarsmaktens ledning och ger tekniskt understöd till den nationella beredskapsledningen samt IT-stöd för hela departementet (VSB).

## Förband

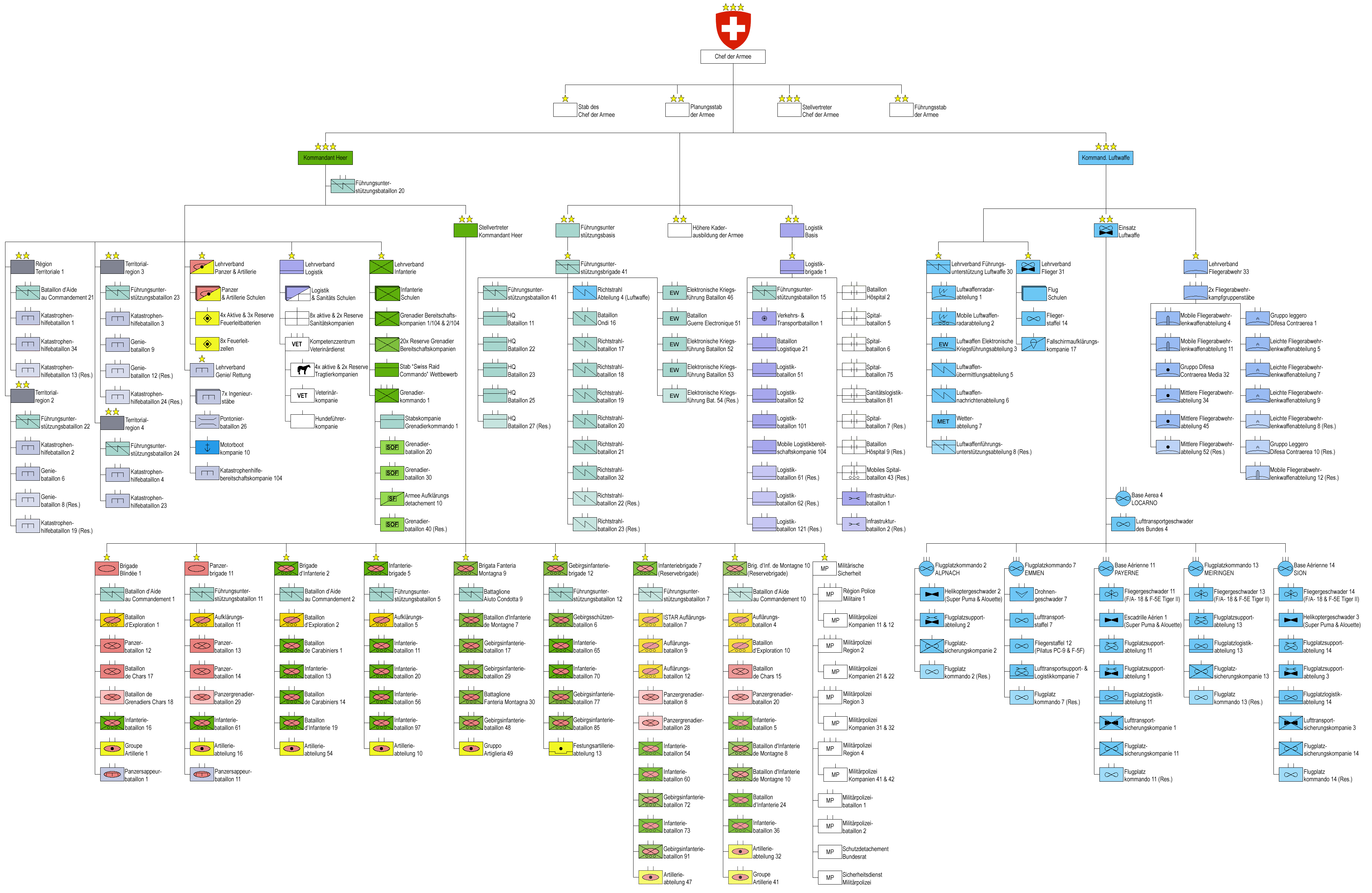
Organisationsplan för den schweiziska armén enligt försvarsbeslutet Armee XXI.

Alla förband i den schweiziska armén utom ett begränsat antal med yrkesmilitärer bemannade förband och utbildningsförbanden är mobiliseringsförband. En del av dessa räknas som reservförband. Det är förband som består av värnpliktiga vilka inte längre gör repetitionsövningar. De består av manskap i åldrarna 28-30 år. De aktiva mobiliseringsförbanden repetitionsövar varje år.

### Högkvarteret
Under högkvarteret (ledningsstaben) lyder den militära säkerhetstjänsten och specialförbanden. Till säkerhetstjänsten hör åtta militärpoliskompanier med yrkesmilitärer och tre värnpliktiga militärpolisbataljoner (varav 1 i reserven). Till specialförbanden hör ett spaningsdetachement och militärpolisens specialdetachement bemannat med yrkesmilitärer samt ett fallskärmsspaningskompani och tre grenadjärbataljoner (varav ett i reserven) bemannat med värnpliktiga.

### Armén

#### Brigader

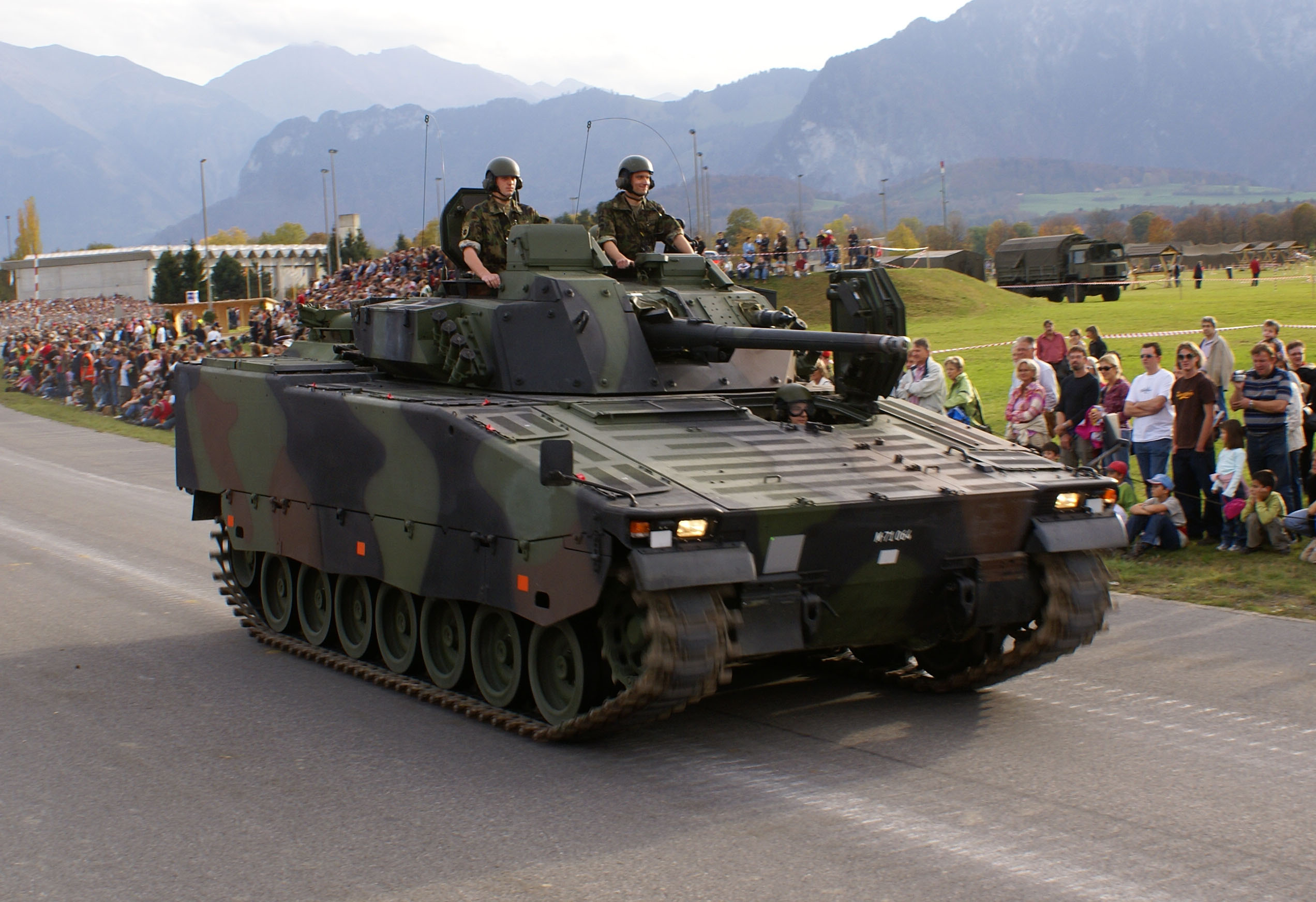
Stridsfordon 90 i schweizisk tjänst.

- Infanteribrigad 2, 5, 7.
- Bergsbrigad 9, 10, 12.
- Pansarbrigad 1, 11.[15]

#### Utbildningsförband
- Utbildningsförband infanteri
- Utbildningsförband pansar och artilleri
- Utbildningsförband ingenjörstrupper och räddningstrupper
- Utbildningsförband Logistik [15]

#### Territorialregioner
Till territorialregionernas förfogande står ett antal ledningsbataljoner, katastrofinsatsbataljoner och ingenjörsbataljoner.

### Flygvapnet

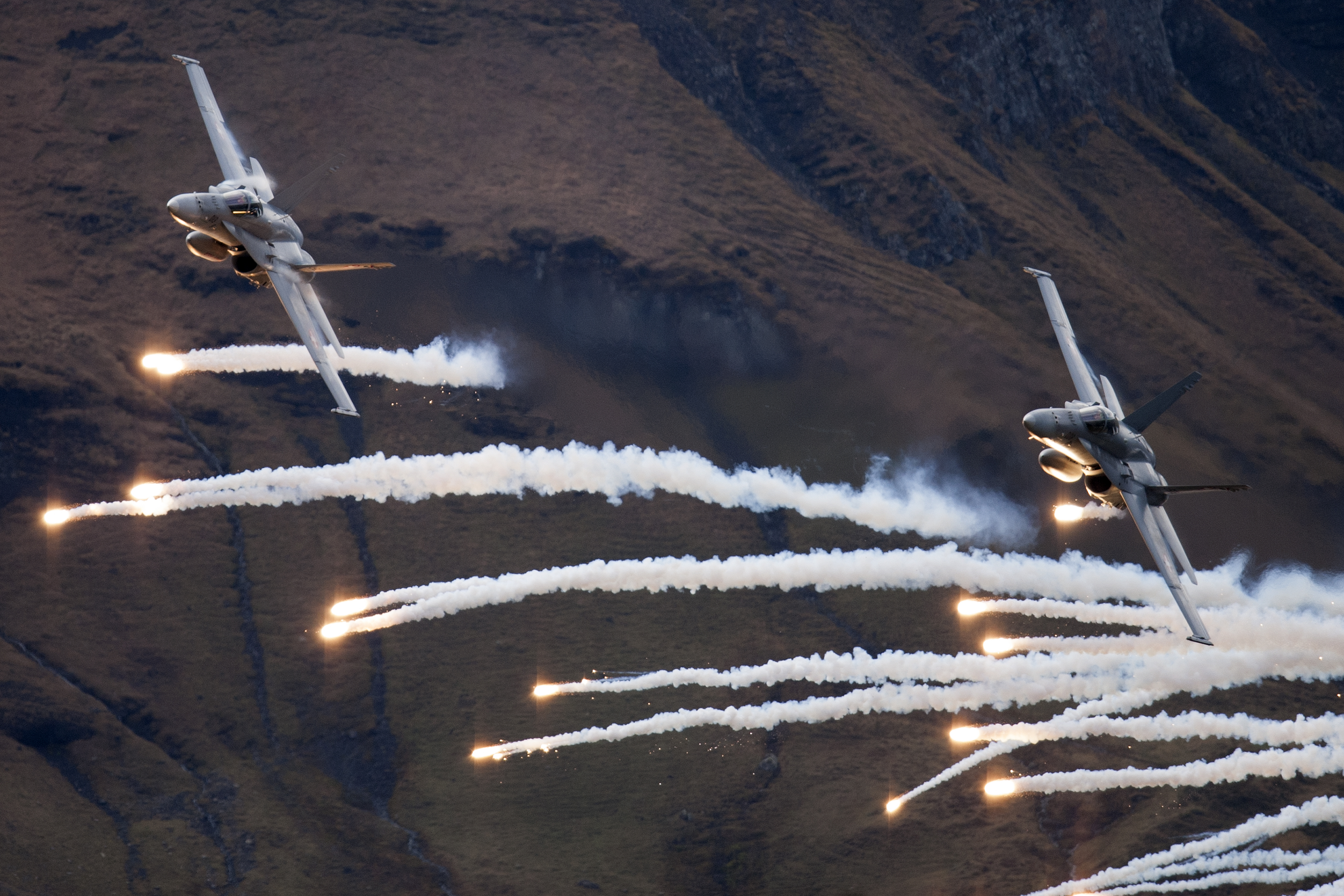
Schweiziska F/A-18 under flygstridsuppvisning.

- Utbildningsförband 30 Ledningsstöd
- Utbildningsförband 31 Flygtrupper
- Utbildningsförband 33 Luftvärn

Källa:

### Logistiska basorganisationen
- Logistikbrigad 1 med 14 bataljoner.[17]

### Basorganisationen för ledningsstöd
- Ledningsstödbrigad 41 med 22 bataljoner.[18]

## Personal

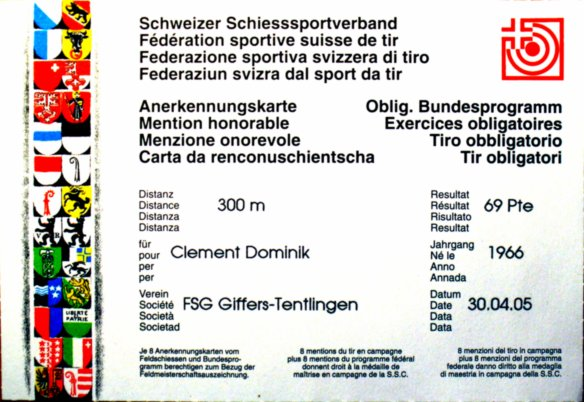
Skjutkort för en person som genomfört godkända skjutprov i en skytteförening.

### Värnpliktiga
Även om antalet yrkesmilitärer är större än någonsin tidigare i den schweiziska försvarsmakten, så har politiker och väljare avvisat alla tankar på en övergång till en yrkesarmé. Vid en folkomröstning om ett folkinitiativ för värnpliktens avskaffande 2013 röstade 73 % av väljarna nej.
Varje schweizisk man är värnpliktig från det år han fyller 19 till och med det år han fyller 30. Män och kvinnor kan frivilligt inträda i militärtjänst vid 18 års ålder. Den schweiziska värnplikten omfattar följande förpliktelser:
- Mönstringsplikt, som omfattar en informationsdag och två-tre mönstringsdagar.
- Grundutbildning om 18 eller 21 veckor för manskap.
- Repetitionsövningar; sex eller sju stycken om 19 dagar vardera.
- Skjutplikt varje år då grundutbildning eller repetitionsövningar inte genomförs. Skjutplikten genomförs som ett skjutprov, normalt avlagt inom ramen för en civil skytteförening. Den som inte gör ett skjutprov eller blir underkänd, inkallas till en skyttekurs. Skjutprovet skall avläggas med det militära tjänstevapen som förvaras i hemmet.
- Värnplikten kan för samvetsömma genomföras som vapenfri tjänst.
- Värnplikten kan också ersättas med civilplikt för samvetsömma. Den omfattar 360 dagars sammanlagd tjänstgöring.
- Den som blir befriad från att fullgöra värnplikt eller civilplikt betalar från och med det tjugonde till och det trettionde levnadsåret en värnpliktsersättningsavgift som är 3 procent av nettoinkomsten.

Källa:

### Yrkesmilitärer

#### Yrkesofficerare
Det finns tre utbildningsprogram som leder till anställning som yrkesofficer, alla vid militärhögskolan vid ETH. För alla krävs att aspiranten redan är värnpliktig officer.
- Kandidatexamen, 3 ½  år, med civil kandidatexamen i statsvetenskap och officersexamen. För tillträde krävs högskolebehörighet.
- Högskolexamen, 1 ½  år, med civil akademisk examen på avancerad nivå och officersexamen. För tillträde krävs akademisk examen på grundnivå.
- Militärskola, 1 ½  år med officersexamen. För tillträde krävs treårig civil yrkesutbildning.[24]

Det finns dessutom ett särskilt utbildningsprogram som leder till specialistutbildning som yrkesofficer i militärpolistjänst. För tillträde till denna utbildning krävs att aspiranten är värnpliktig officer och genomgått treårig civil yrkesutbildning. Utbildningen genomförs som vanlig civil polisutbildning (12 månader) vid en av Schweiz polisskolor.
Ett annat specialistprogram leder till anställning som militärflygförare. För tillträde krävs att aspiranten är värnpliktig officer med högskolebehörighet. Den som rekryteras direkt efter gymnasiet genomgår först en 14 månaders utbildning till värnpliktig officer. Denna följs av en kandidatutbildning i aviatik vid Zürcher Hochschule für Angewandte Wissenschaften i Winterthur. I denna ingår praktisk utbildning som trafikflygare. Efter avlagd kandidatexamen sker utbildning till militär yrkespilot flygplan eller helikopter.

#### Yrkesunderofficerare
För att bli yrkesunderofficer krävs att aspiranten är värnpliktig underofficer och har genomgått en treårig civil yrkesutbildning. Utbildningen äger rum vid yrkesunderofficersskolan och är två år lång. För den som genomgått högre utbildning i det civila är kurstiden ett år.
Det finns dessutom ett särskilt utbildningsprogram som leder till specialistutbildning som yrkesunderofficer i militärpolistjänst. För tillträde till denna utbildning krävs att aspiranten är värnpliktig underofficer och genomgått treårig civil yrkesutbildning. Utbildningen genomförs som vanlig civil polisutbildning (12 månader) vid en av Schweiz polisskolor eller som utbildning till väktare (6 månader).

#### Specialförbandssoldat
Värnpliktiga officerare och underofficerare kan anställas som officer respektive underofficer i specialtjänst vid det schweiziska specialförbandet  Armee-Aufklärungsdetachement 10 (AAD 10). Efter ett 19 dagar långt uttagningsförfarande sker en 52 veckors grundutbildning som specialförbandssoldat. All personal i AAD 10 är befäl med grad från sergeant till och med överstelöjtnant.

#### Visstidsanställt befäl
Visstidsanställt befäl är anställt för en kontraktsperiod om högst fem år. För att bli visstidsanställd officer krävs att aspiranten är värnpliktig officer, för att bli visstidsanställd underofficer krävs att aspiranten är värnpliktig underofficer. För bägge kategorierna krävs treårig civil yrkesutbildning. Anställningen är inriktad på en viss befattning som skall fyllas, till exempel kompanichef och kompanikvartermästare vid infanteriets utbildningsförband. Många visstidsanställa befäl blir yrkesofficerare respektive yrkesunderofficerare.